# Список літаків ВПС Іспанської республіки
|  | Службовий список статей, створений для координації робіт з розвитку теми. Це попередження не встановлюється на інформаційні списки і глосарії. |

Кільовий розпізнавальний знак (1931-1939).

Цей список є переліком літаків, що використовувалися ВПС Іспанської республіки під час Громадянської війни в Іспанії 1936-1939 років.

## Преамбула

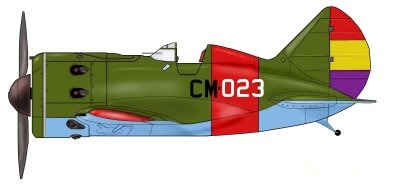
І-16 (Mosca), один із основних літаків республіканських ВПС під час Громадянської війни.

Незабаром після проголошення в 1931 році Другої Іспанської республіки, було розпочато структурну реформу національних збройних сил, яка стала нелегким фінансовим тягарем для країни, особливо в період опісля Великої депресії.
Республіканські ВПС успадкували від монархії велику кількість літаків застарілих зразків, багато з яких під час диктатури генерала Прімо де Рівери в 1920-х роках використовувалися в іспанських кампаніях у Північній Африці. Вороже настроєна до республіканських реформ і співчуваюча ультраправим рухам нацистської Німеччини та фашистської Італії частина військової еліти на чолі з генералом Санхурхо, в 1934 організувала невдалу спробу перевороту. Більш успішним став очолюваний генералом Франко заколот, що почався в 1936 році; він ознаменував початок Громадянської війни.
На той момент більше половини літаків ВПС Іспанії залишалися в руках лоялістів, більша частина їх була застарілою. Влітку 1936 року обложена республіка гостро потребувала сучасного озброєння, але уряди Великої Британії та Франції заявили про своє невтручання у внутрішні відносини Іспанії.  Порушуючи пакт про невтручання, авіатехніка продовжувала надсилатися з Франції завдяки прихильникам Іспанської республіки, але вона являла собою переважно літаки старих типів, у тому числі навчальні, транспортні та інші неозброєні зразки,  які не могли застосовуватися у військових діях. Через міжнародну блокаду республіканський уряд був змушений закуповувати літаки сумнівної цінності, включаючи списані застарілі зразки та поодинокі прототипи в Мексиці, Нідерландах, Бельгії та Чехословаччині. Деякі партії літаків не потрапили на фронти Громадянської війни, бо були потоплені разом з торговими суднами, що їх перевозили, або були затримані на митниці. Найбільш відомі та масово застосовувані типи літаків республіканської авіації з'явилися пізніше, коли СРСР вирішив відкрито надати допомогу Іспанській республіці.

## Ударні літаки

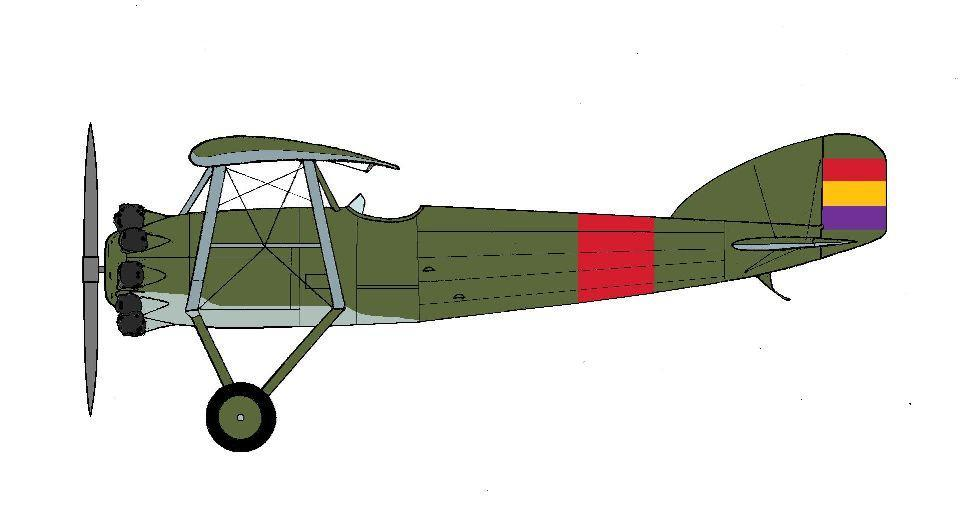
Gourdou-Leseurre GL.32

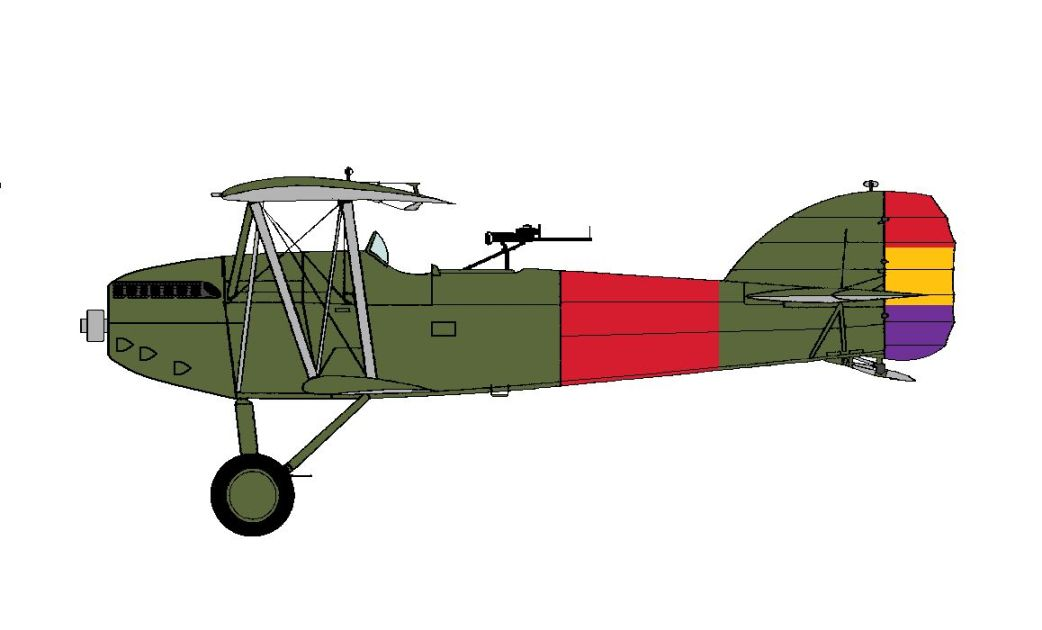
Potez 25

## Бомбардувальники

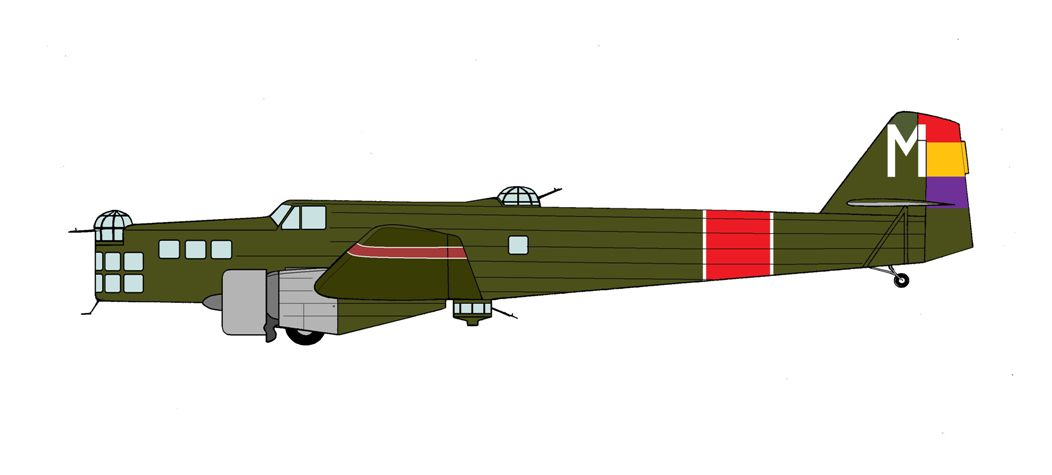
MB.210

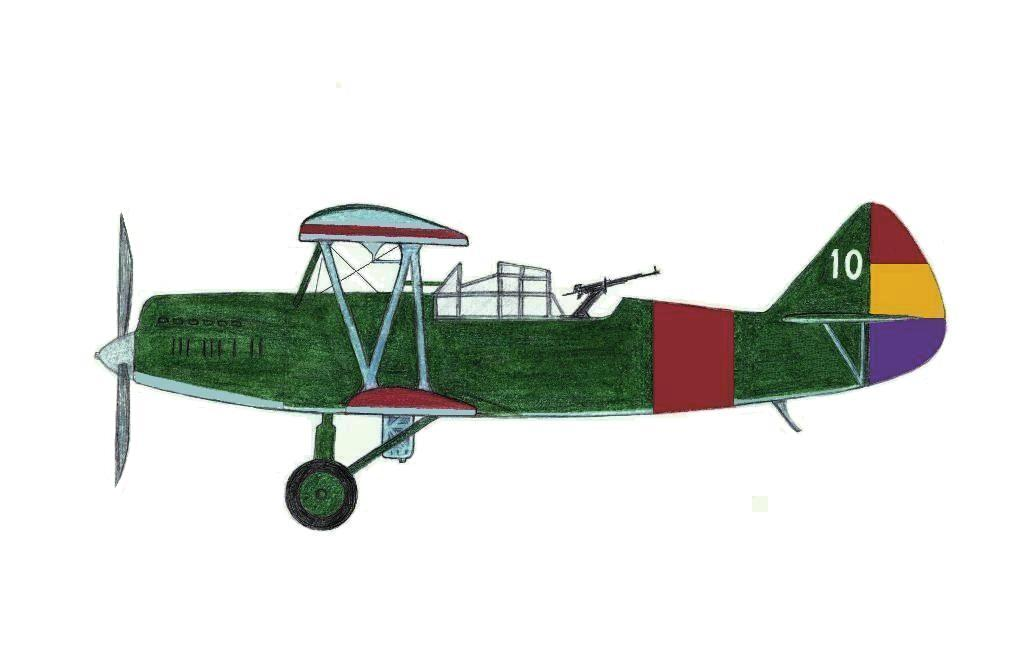
Polikarpov R-Z 'Natacha'

## Винищувачі

Dewoitine D.510

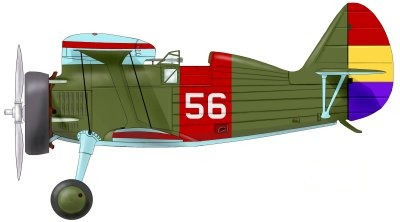
Polikarpov I-15 "Chato"

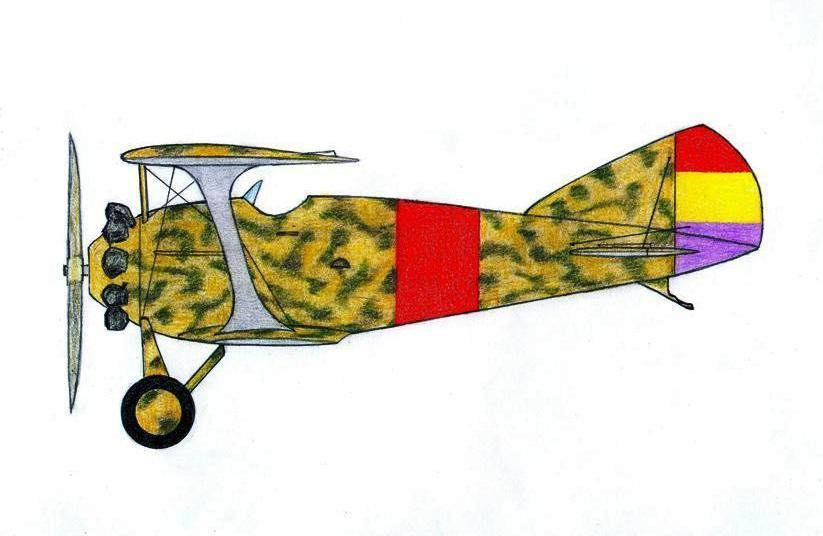
Blériot-SPAD S.51

## Зв'язкові та патрульні

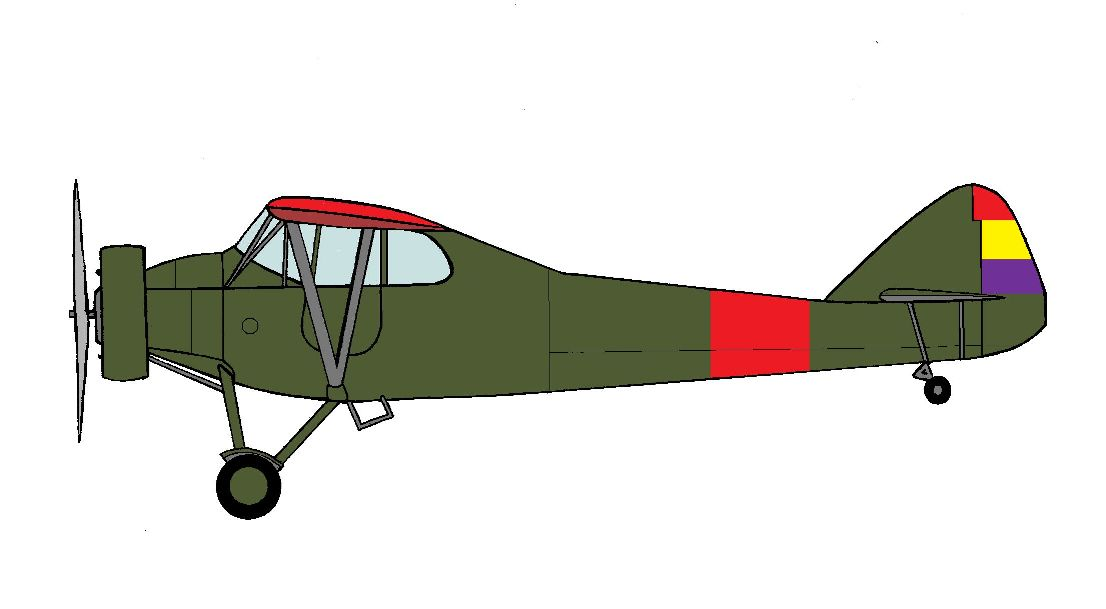
Potez 58

## Розвідувальні

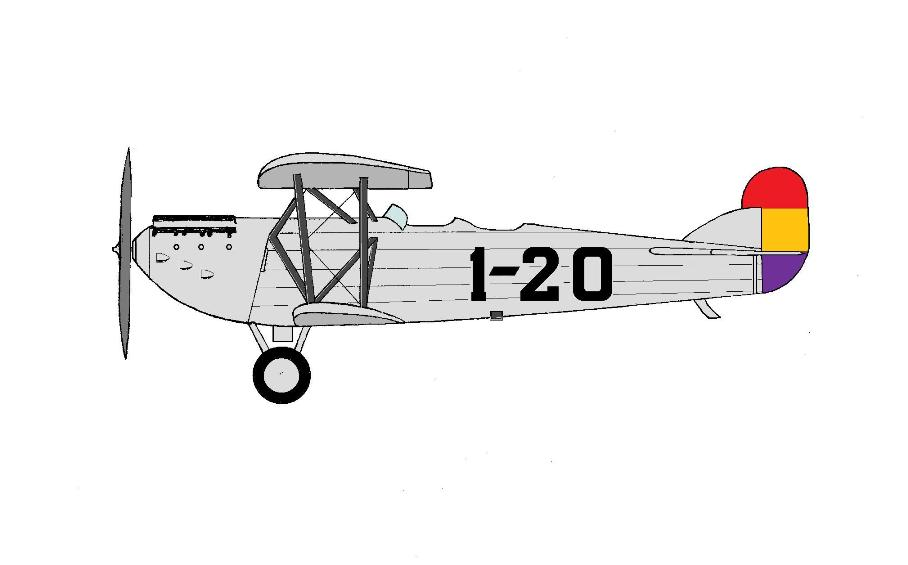
Loring R-III

## Навчальні

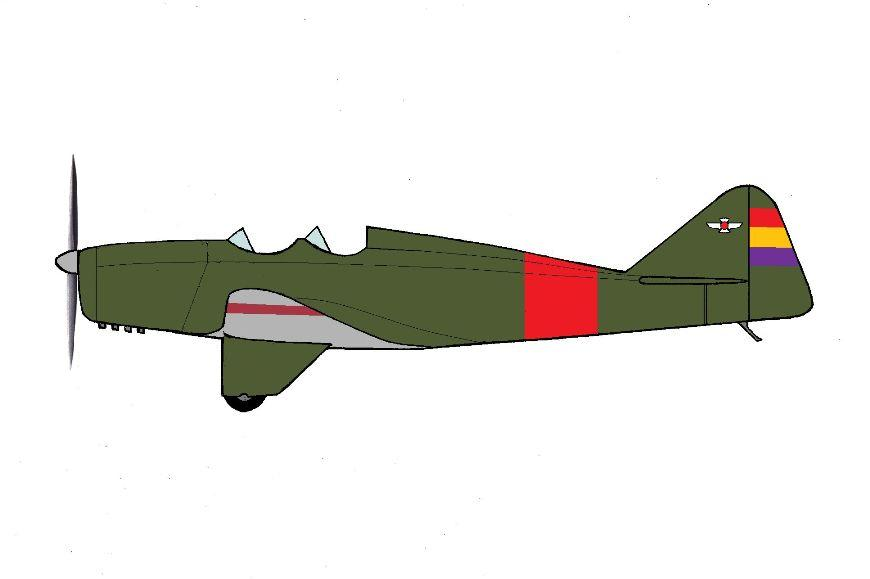
González Gil-Pazó GP-1

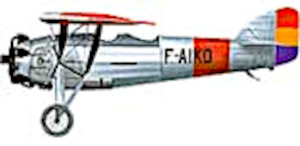
Morane-Saulnier MS.230

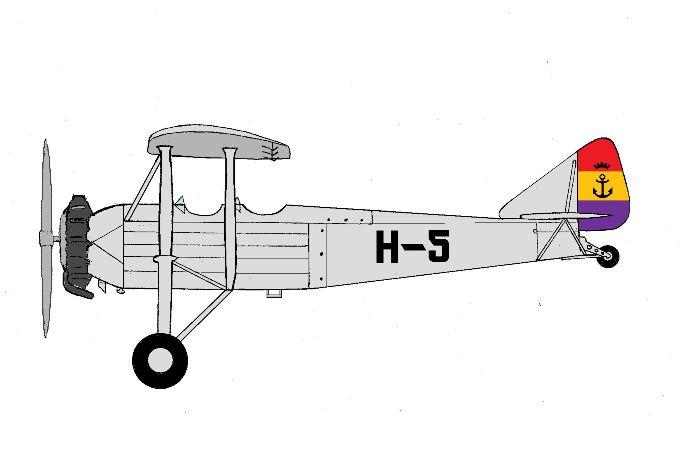
Hispano Suiza E-30

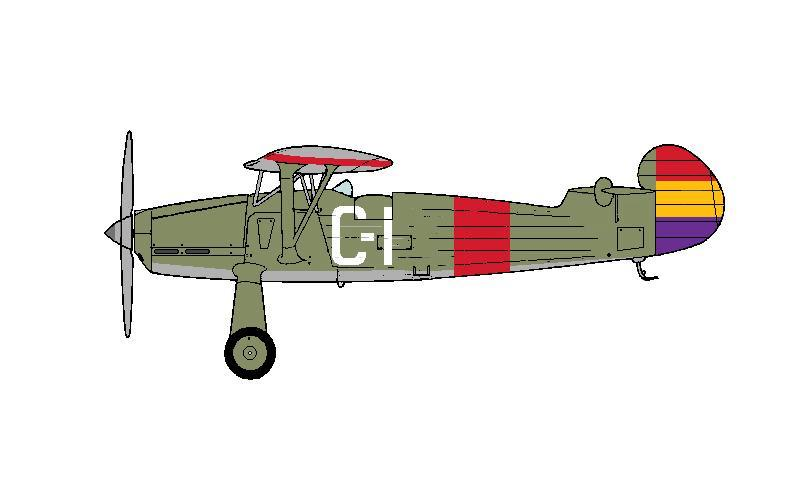
Focke-Wulf Fw 56

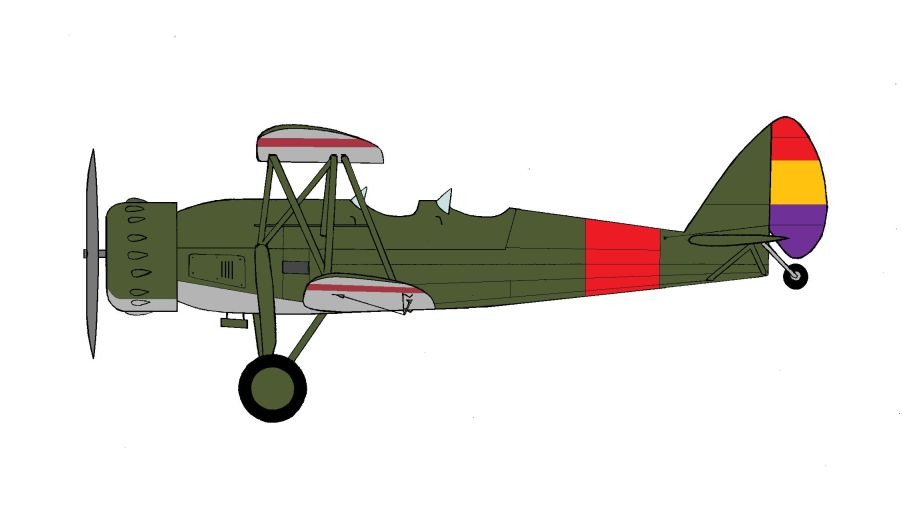
Romano R.82

## Транспортні

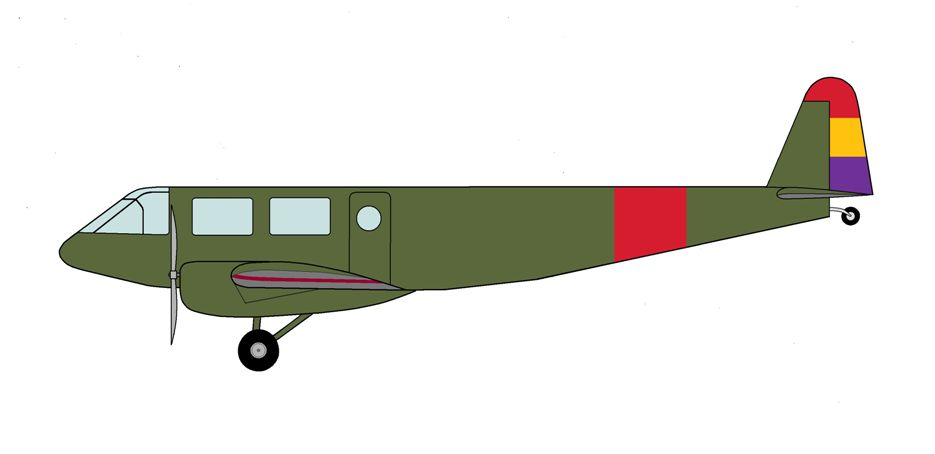
Farman F.430

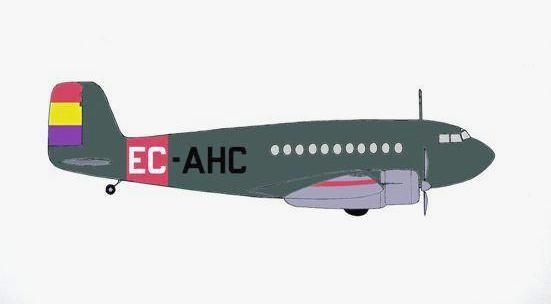
Breguet 470 Fulgur

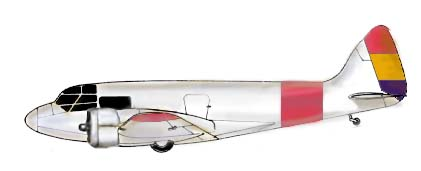
Airspeed Viceroy

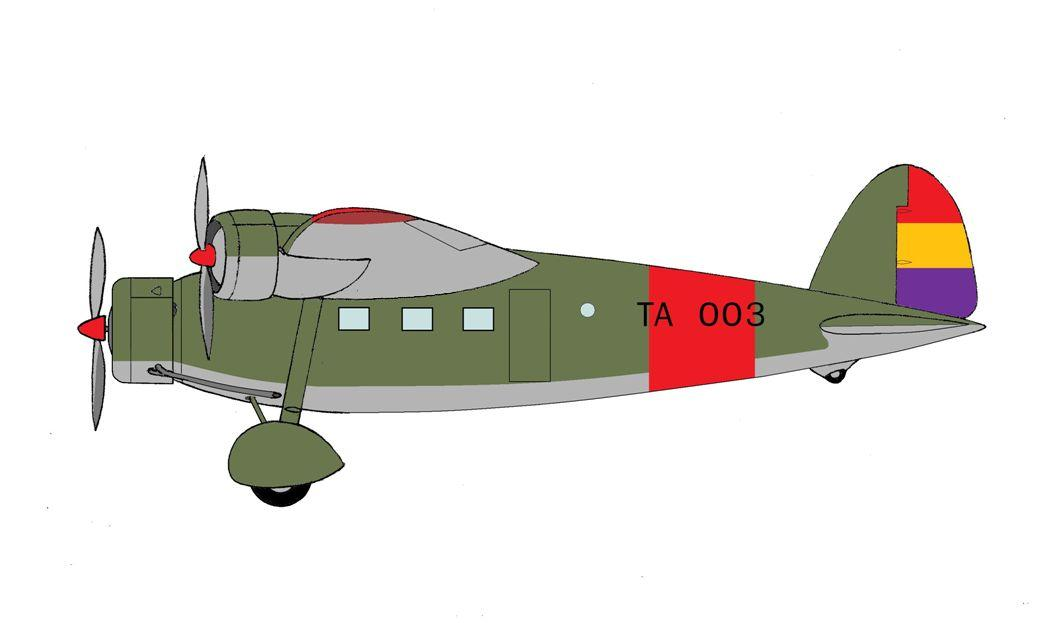
Avia 51

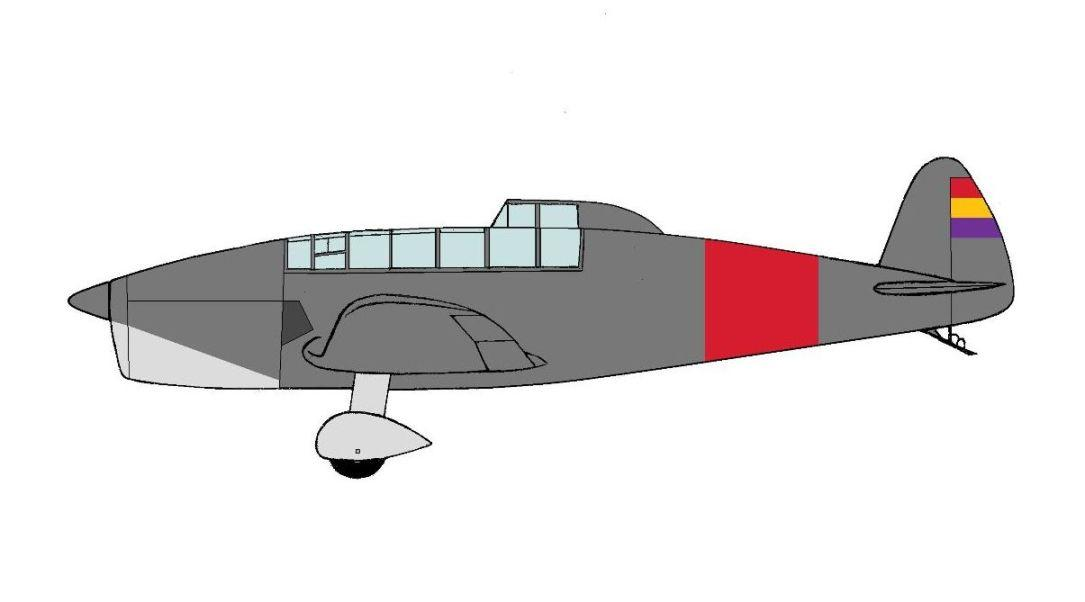
SFCA Maillet 21

## Трофейна техніка

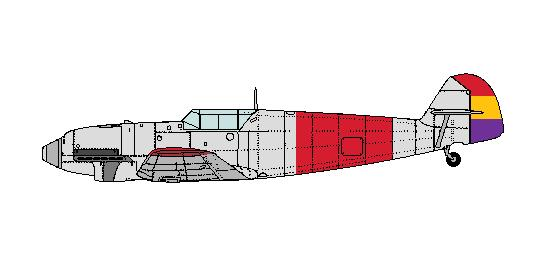
Messerschmitt Bf109B, захваченный в 1938 году близ Бухаралоса.